# Митрошкин, Константин Юрьевич
Константин Юрьевич Митрошкин (род. 4 марта 1977, Магнитогорск, Челябинская область) — российский хоккеист, нападающий.

## Биография
Воспитанник магнитогорского «Металлурга» (тренер Анатолий Спивак), с 1991 года — в московском «Спартаке», где играл в сезонах 1993/94 — 1999/2000 — 265 игр, 51 (32+19) очко.
Играл за команды «Амур» Хабаровск, «Амур-2», «Элемаш» Саратов и «Энергия» Кемерово (все — 2000/01), «Кристалл» Саратов и ТХК (обе — 2002/03).
Участник хоккейного турнира зимней Универсиады 1997.
Тренер в ДЮСШ «Металлург» Магнитогорск.